# Bill Tuiloma
Bill Poni Tuiloma (Christchurch, 27 marzo 1995) è un calciatore neozelandese, difensore del Charlotte FC e della Nazionale neozelandese.

## Caratteristiche tecniche
Giocatore polivalente, dà il meglio di sé come difensore centrale, ma può essere schierato anche come terzino destro e mediano.

## Statistiche

### Presenze e reti nei club
Statistiche aggiornate al 10 novembre 2024.
| Stagione                  | Squadra                   | Campionato                | Campionato | Campionato | Coppe nazionali | Coppe nazionali | Coppe nazionali | Coppe continentali | Coppe continentali | Coppe continentali | Altre coppe | Altre coppe | Altre coppe | Totale | Totale | Totale |
| Stagione                  | Squadra                   | Comp                      | Pres       | Reti       | Comp            | Pres            | Reti            | Comp               | Pres               | Reti               | Comp        | Pres        | Reti        | Pres   | Reti   |        |
| ------------------------- | ------------------------- | ------------------------- | ---------- | ---------- | --------------- | --------------- | --------------- | ------------------ | ------------------ | ------------------ | ----------- | ----------- | ----------- | ------ | ------ | ------ |
| 2011-2012                 | Waitakere Utd             | NZC                       | 1          | 0          |                 | -               | -               |                    | -                  | -                  | SNZ         | 1           | 0           | 2      | 0      |        |
| 2013-2014                 | Olympique Marsiglia       | L1                        | 0          | 0          | CF+CdL          | 0               | 0               | UCL                | 0                  | 0                  |             | -           | -           | 0      | 0      |        |
| 2014-2015                 | Olympique Marsiglia       | L1                        | 2          | 0          | CF+CdL          | 0               | 0               |                    | -                  | -                  |             | -           | -           | 2      | 0      |        |
| 2015-2016                 | Strasburgo                | CN                        | 9          | 0          | CF              | 2               | 0               |                    | -                  | -                  |             | -           | -           | 11     | 0      |        |
| 2016-2017                 | Olympique Marsiglia 2     | CFA                       | 22         | 1          |                 | -               | -               |                    | -                  | -                  |             | -           | -           | 22     | 1      |        |
| ago. nov. 2017            | Portland Timbers 2        | USL                       | 11         | 3          |                 | -               | -               |                    | -                  | -                  |             | -           | -           | 11     | 3      |        |
| 2018                      | Portland Timbers 2        | USL                       | 6          | 1          |                 | -               | -               |                    | -                  | -                  |             | -           | -           | 6      | 1      |        |
| 2019                      | Portland Timbers 2        | USL                       | 3          | 0          |                 | -               | -               |                    | -                  | -                  |             | -           | -           | 3      | 0      |        |
| Totale Portland Timbers 2 | Totale Portland Timbers 2 | Totale Portland Timbers 2 | 20         | 4          |                 | -               | -               |                    | -                  | -                  |             | -           | -           | 20     | 4      |        |
| 2018                      | Portland Timbers          | MLS                       | 13+4       | 1+0        | USOC            | 3               | 0               |                    | -                  | -                  |             | -           | -           | 20     | 1      |        |
| 2019                      | Portland Timbers          | MLS                       | 25+1       | 1+0        | USOC            | 0               | 0               |                    | -                  | -                  |             | -           | -           | 26     | 1      |        |
| 2020                      | Portland Timbers          | MLS                       | 9          | 1          |                 | -               | -               |                    | -                  | -                  | MiB         | 5           | 0           | 14     | 1      |        |
| 2021                      | Portland Timbers          | MLS                       | 27         | 1          |                 | -               | -               | CCL                | 2                  | 0                  |             | -           | -           | 29     | 1      |        |
| 2022                      | Portland Timbers          | MLS                       | 30         | 6          | USOC            | 1               | 0               |                    | -                  | -                  |             | -           | -           | 31     | 6      |        |
| Totale Portland Timbers   | Totale Portland Timbers   | Totale Portland Timbers   | 104+5      | 10         |                 | 4               | 0               |                    | 2                  | 0                  |             | 5           | 0           | 120    | 10     |        |
| 2023                      | Charlotte FC              | MLS                       | 17         | 0          | USOC            | 2               | 0               |                    | -                  | -                  | LC          | 0           | 0           | 19     | 0      |        |
| 2024                      | Charlotte FC              | MLS                       | 4          | 0          |                 | -               | -               |                    | -                  | -                  | LC          | 1           | 0           | 5      | 0      |        |
| Totale carriera           | Totale carriera           | Totale carriera           | 184        | 15         |                 | 8               | 0               |                    | 2                  | 0                  |             | 7           | 0           | 201    | 15     |        |

### Cronologia presenze e reti in nazionale
| Cronologia completa delle presenze e delle reti in nazionale ― Nuova Zelanda | Cronologia completa delle presenze e delle reti in nazionale ― Nuova Zelanda | Cronologia completa delle presenze e delle reti in nazionale ― Nuova Zelanda | Cronologia completa delle presenze e delle reti in nazionale ― Nuova Zelanda | Cronologia completa delle presenze e delle reti in nazionale ― Nuova Zelanda | Cronologia completa delle presenze e delle reti in nazionale ― Nuova Zelanda | Cronologia completa delle presenze e delle reti in nazionale ― Nuova Zelanda | Cronologia completa delle presenze e delle reti in nazionale ― Nuova Zelanda |
| Data                                                                         | Città                                                                        | In casa                                                                      | Risultato                                                                    | Ospiti                                                                       | Competizione                                                                 | Reti                                                                         | Note                                                                         |
| ---------------------------------------------------------------------------- | ---------------------------------------------------------------------------- | ---------------------------------------------------------------------------- | ---------------------------------------------------------------------------- | ---------------------------------------------------------------------------- | ---------------------------------------------------------------------------- | ---------------------------------------------------------------------------- | ---------------------------------------------------------------------------- |
| 15-10-2013                                                                   | Port of Spain                                                                | Trinidad e Tobago                                                            | 0 – 0                                                                        | Nuova Zelanda                                                                | Amichevole                                                                   | -                                                                            | 46’                                                                          |
| 20-11-2013                                                                   | Wellington                                                                   | Nuova Zelanda                                                                | 2 – 4                                                                        | Messico                                                                      | Qual. Mondiali 2014                                                          | -                                                                            | 50’                                                                          |
| 5-3-2014                                                                     | Tokyo                                                                        | Giappone                                                                     | 4 – 2                                                                        | Nuova Zelanda                                                                | Amichevole                                                                   | -                                                                            | 58’                                                                          |
| 30-5-2014                                                                    | Auckland                                                                     | Nuova Zelanda                                                                | 0 – 0                                                                        | Sudafrica                                                                    | Amichevole                                                                   | -                                                                            | 70’                                                                          |
| 8-9-2014                                                                     | Tashkent                                                                     | Uzbekistan                                                                   | 3 – 1                                                                        | Nuova Zelanda                                                                | Amichevole                                                                   | -                                                                            | 81’                                                                          |
| 14-11-2014                                                                   | Jiujiang                                                                     | Cina                                                                         | 0 – 0                                                                        | Nuova Zelanda                                                                | Amichevole                                                                   | -                                                                            | 16’ 60’                                                                      |
| 18-11-2014                                                                   | Nakhon Ratchasima                                                            | Thailandia                                                                   | 2 – 0                                                                        | Nuova Zelanda                                                                | Amichevole                                                                   | -                                                                            |                                                                              |
| 31-3-2015                                                                    | Seoul                                                                        | Corea del Sud                                                                | 1 – 0                                                                        | Nuova Zelanda                                                                | Amichevole                                                                   | -                                                                            | 82’                                                                          |
| 7-9-2015                                                                     | Yangon                                                                       | Birmania                                                                     | 1 – 1                                                                        | Nuova Zelanda                                                                | Amichevole                                                                   | -                                                                            | 56’                                                                          |
| 28-5-2016                                                                    | Port Moresby                                                                 | Nuova Zelanda                                                                | 3 – 1                                                                        | Figi                                                                         | Coppa d'Oceania 2016 - 1° turno                                              | -                                                                            |                                                                              |
| 31-5-2016                                                                    | Port Moresby                                                                 | Vanuatu                                                                      | 0 – 5                                                                        | Nuova Zelanda                                                                | Coppa d'Oceania 2016 - 1° turno                                              | -                                                                            | 46’                                                                          |
| 8-6-2016                                                                     | Port Moresby                                                                 | Nuova Zelanda                                                                | 1 – 0                                                                        | Nuova Caledonia                                                              | Coppa d'Oceania 2016 - Semifinale                                            | -                                                                            | 72’                                                                          |
| 11-6-2016                                                                    | Port Moresby                                                                 | Nuova Zelanda                                                                | 0 – 0 dts (4 – 2 dtr)                                                        | Papua Nuova Guinea                                                           | Coppa d'Oceania 2016 - Finale                                                | -                                                                            | 72’                                                                          |
| 12-11-2016                                                                   | Auckland                                                                     | Nuova Zelanda                                                                | 2 – 0                                                                        | Nuova Caledonia                                                              | Qual. Mondiali 2018                                                          | -                                                                            | 45’                                                                          |
| 15-11-2016                                                                   | Numea                                                                        | Nuova Caledonia                                                              | 0 – 0                                                                        | Nuova Zelanda                                                                | Qual. Mondiali 2018                                                          | -                                                                            | 58’                                                                          |
| 25-3-2017                                                                    | Lautoka                                                                      | Figi                                                                         | 0 – 2                                                                        | Nuova Zelanda                                                                | Qual. Mondiali 2018                                                          | -                                                                            | 67’ 69’                                                                      |
| 2-6-2017                                                                     | Belfast                                                                      | Irlanda del Nord                                                             | 1 – 0                                                                        | Nuova Zelanda                                                                | Amichevole                                                                   | -                                                                            | 46’                                                                          |
| 12-6-2017                                                                    | Minsk                                                                        | Bielorussia                                                                  | 1 – 0                                                                        | Nuova Zelanda                                                                | Amichevole                                                                   | -                                                                            | 51’                                                                          |
| 17-6-2017                                                                    | Volgograd                                                                    | Russia                                                                       | 2 – 0                                                                        | Nuova Zelanda                                                                | Conf. Cup 2017 - 1º turno                                                    | -                                                                            | 61’                                                                          |
| 21-6-2017                                                                    | Soči                                                                         | Messico                                                                      | 2 – 1                                                                        | Nuova Zelanda                                                                | Conf. Cup 2017 - 1º turno                                                    | -                                                                            | 58’                                                                          |
| 24-6-2017                                                                    | San Pietroburgo                                                              | Nuova Zelanda                                                                | 0 – 4                                                                        | Portogallo                                                                   | Conf. Cup 2017 - 1º turno                                                    | -                                                                            | 37’                                                                          |
| 6-10-2017                                                                    | Nagoya                                                                       | Giappone                                                                     | 2 – 1                                                                        | Nuova Zelanda                                                                | Amichevole                                                                   | -                                                                            | 82’                                                                          |
| 10-11-2017                                                                   | Wellington                                                                   | Nuova Zelanda                                                                | 0 – 0                                                                        | Perù                                                                         | Qual. Mondiali 2018                                                          | -                                                                            | 78’                                                                          |
| 16-11-2017                                                                   | Lima                                                                         | Perù                                                                         | 2 – 0                                                                        | Nuova Zelanda                                                                | Qual. Mondiali 2018                                                          | -                                                                            | 46’                                                                          |
| 14-11-2020                                                                   | Dublino                                                                      | Irlanda                                                                      | 3 – 1                                                                        | Nuova Zelanda                                                                | Amichevole                                                                   | -                                                                            | 46’                                                                          |
| 17-11-2020                                                                   | Vilnius                                                                      | Lituania                                                                     | 1 – 0                                                                        | Nuova Zelanda                                                                | Amichevole                                                                   | -                                                                            |                                                                              |
| 9-10-2021                                                                    | al-ʿAyn                                                                      | Curaçao                                                                      | 1 – 2                                                                        | Nuova Zelanda                                                                | Amichevole                                                                   | 1                                                                            | 89’                                                                          |
| 28-1-2022                                                                    | Abu Dhabi                                                                    | Giordania                                                                    | 3 – 1                                                                        | Nuova Zelanda                                                                | Amichevole                                                                   | -                                                                            |                                                                              |
| 24-3-2022                                                                    | Doha                                                                         | Nuova Zelanda                                                                | 7 – 1                                                                        | Nuova Caledonia                                                              | Qual. Mondiali 2022                                                          | 1                                                                            | 71’                                                                          |
| 27-3-2022                                                                    | Doha                                                                         | Nuova Zelanda                                                                | 1 – 0                                                                        | Tahiti                                                                       | Qual. Mondiali 2022                                                          | -                                                                            |                                                                              |
| 30-3-2022                                                                    | Doha                                                                         | Isole Salomone                                                               | 0 – 5                                                                        | Nuova Zelanda                                                                | Qual. Mondiali 2022                                                          | 2                                                                            |                                                                              |
| 5-6-2022                                                                     | Cornellà de Llobregat                                                        | Perù                                                                         | 1 – 0                                                                        | Nuova Zelanda                                                                | Amichevole                                                                   | -                                                                            | 14’ 67’                                                                      |
| 9-6-2022                                                                     | Ar Rayyan                                                                    | Oman                                                                         | 0 – 0                                                                        | Nuova Zelanda                                                                | Amichevole                                                                   | -                                                                            | 46’                                                                          |
| 14-6-2022                                                                    | Ar Rayyan                                                                    | Costa Rica                                                                   | 1 – 0                                                                        | Nuova Zelanda                                                                | Qual. Mondiali 2022                                                          | -                                                                            |                                                                              |
| 22-9-2022                                                                    | Brisbane                                                                     | Australia                                                                    | 1 – 0                                                                        | Nuova Zelanda                                                                | Amichevole                                                                   | -                                                                            | 87’                                                                          |
| 25-9-2022                                                                    | Auckland                                                                     | Nuova Zelanda                                                                | 0 – 2                                                                        | Australia                                                                    | Amichevole                                                                   | -                                                                            |                                                                              |
| 16-6-2023                                                                    | Solna                                                                        | Svezia                                                                       | 4 – 1                                                                        | Nuova Zelanda                                                                | Amichevole                                                                   | -                                                                            |                                                                              |
| 19-6-2023                                                                    | Ritzing                                                                      | Qatar                                                                        | 0 – 1                                                                        | Nuova Zelanda                                                                | Amichevole                                                                   | -                                                                            |                                                                              |
| 13-10-2023                                                                   | Murcia                                                                       | Nuova Zelanda                                                                | 1 – 1                                                                        | RD del Congo                                                                 | Amichevole                                                                   | -                                                                            | 62’                                                                          |
| 17-10-2023                                                                   | Londra                                                                       | Australia                                                                    | 2 – 0                                                                        | Nuova Zelanda                                                                | Amichevole                                                                   | -                                                                            | 73’                                                                          |
| 7-9-2024                                                                     | Pasadena                                                                     | Messico                                                                      | 3 – 0                                                                        | Nuova Zelanda                                                                | Amichevole                                                                   | -                                                                            | 65’                                                                          |
| 10-9-2024                                                                    | Cincinnati                                                                   | Stati Uniti                                                                  | 1 – 1                                                                        | Nuova Zelanda                                                                | Amichevole                                                                   | -                                                                            | 66’                                                                          |
| 7-6-2025                                                                     | Toronto                                                                      | Nuova Zelanda                                                                | 1 – 0                                                                        | Costa d'Avorio                                                               | Amichevole                                                                   | -                                                                            | 62’                                                                          |
| Totale                                                                       |                                                                              | Presenze                                                                     | 43                                                                           |                                                                              | Reti                                                                         | 4                                                                            |                                                                              |

## Palmarès

### Club

#### Competizioni nazionali
- Championnat National: 1

Strasburgo: 2015-2016
- MLS is Back Tournament: 1

Portland Timbers: 2020

### Nazionale
- Coppa d'Oceania: 1

2016